# 查尔斯·麦基
查尔斯·麦基（英語：Charles McKee，1962年3月14日—），生于华盛顿州西雅图，美国男子帆船运动员。他曾代表美国参加1988年和2000年夏季奥林匹克运动会帆船比赛，获得二枚铜牌。